# 维尔弗雷德·哈通
维尔弗雷德·哈通（英語：Wilfried Hartung，1953年8月16日—）是东德一名已退役的游泳运动员，出生于东柏林，他参加过1972年和1976年夏季奥林匹克运动会，在1972年奥运会上赢得一枚 4×100米自由泳接力的铜牌。离异，前妻是两次获得奥运会银牌的游泳运动员加布里艾尔·维兹科。

## 欧洲锦标赛
1970年欧洲游泳锦标赛上，哈通获得400米自由泳的第六名。本届赛事4×200米自由泳接力项目中，他作为东德队一员，获得一枚铜牌。1974年欧洲游泳锦标赛上，他随队获得4×100米自由泳接力铜牌。

## 奥运会
在1972年奥运会上，哈通参加了100米自由泳、200米自由泳、4×100米和4×200米自由泳接力四个项目的比赛，获得了4×100米自由泳接力的铜牌。在1976年奥运会上，他参加了4×200米自由泳接力的比赛，获得第五名的成绩。

## 世界锦标赛
1973年欧洲游泳锦标赛上，哈通参加4×200米自由泳接力的比赛，获得第四名。1973年欧洲游泳锦标赛上，他获得4×100米自由泳接力的第六名和4×200米自由泳接力的第五名。